# Dix commandements de la morale socialiste

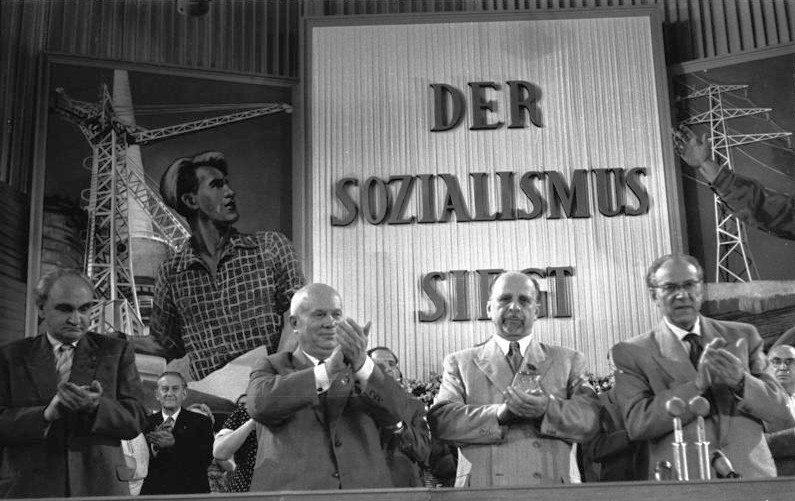
5e convention du parti SED à Berlin, 1958. En arrière-plan la maxime « Le socialisme vaincra ».

Les dix commandements de la morale socialiste (ou dix commandements pour un nouveau citoyen socialiste, en allemand Zehn Gebote der sozialistischen Moral und Ethik) sont annoncés par Walter Ulbricht alors qu'il est le secrétaire général du Parti socialiste unifié d'Allemagne (SED), durant la cinquième convention dudit parti (du 10 au 16 juillet 1958), en République démocratique allemande.
Allusion aux dix commandements bibliques, ils définissent les devoirs politiques et éthiques de chaque citoyen de la RDA. Durant la sixième convention du SED en 1963, ces dix commandements sont inclus dans le programme du parti et y restent jusqu'en 1976. La morale socialiste est distincte de la notion de morale sociale.

## Les dix commandements socialistes
Les dix commandements : 

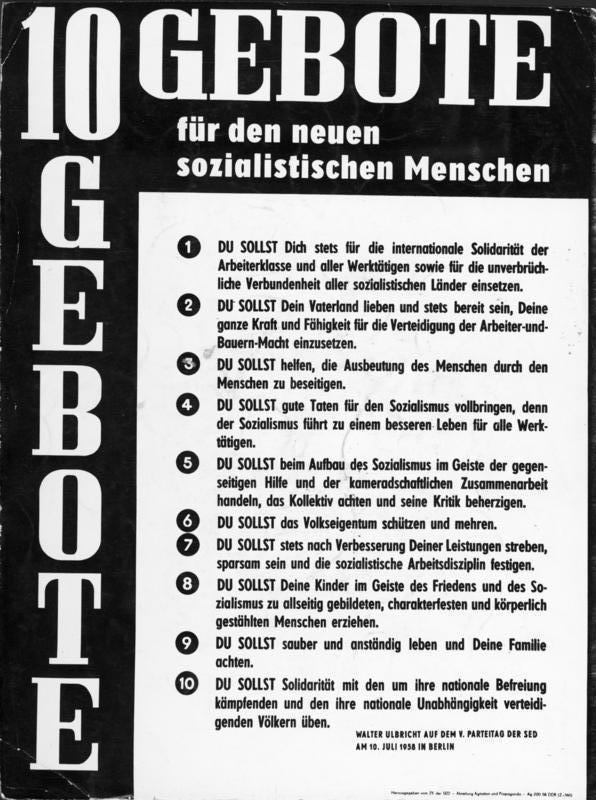
Les 10 commandements « pour le nouvel homme socialiste ».

1. Tu dois être solidaire avec tous les ouvriers et les travailleurs du monde entier, mais aussi être solidaire envers les pays socialistes.
2. Tu dois aimer ta patrie et être toujours prêt à donner toute ta force pour défendre le pouvoir des ouvriers et des paysans.
3. Tu dois aider à éliminer l'exploitation de l'homme par l'homme.
4. Tu dois accomplir de bonnes actions pour le socialisme car il mène à une vie meilleure pour tous les travailleurs.
5. Tu dois respecter l'édification du socialisme, c'est-à-dire avoir un esprit d'entraide et de camaraderie, faire acte de coopération, respecter le collectif mais aussi respecter ses critiques.
6. Tu dois protéger le bien du peuple et le multiplier.
7. Tu dois essayer de t'améliorer constamment afin d'être efficace et de consolider le travail socialiste.
8. Tu dois éduquer tes enfants dans l'esprit de la paix et du socialisme afin de faire d'eux des adultes cultivés, d'un caractère ferme et d'un corps endurci.
9. Tu dois vivre dans la propreté et la décence ainsi que respecter ta famille.
10. Tu dois être solidaire dans le combat pour la liberté nationale ainsi que pour l'indépendance nationale en défendant les peuples.

## Contexte socio-politique
Ces règles sont liées au soulèvement populaire du 17 juin 1953 qui a alors vu la SED intensifier sa politique contre les Églises et la culture. Elles sont suivies en 1954 d'une fête, la Jugendweihe où on lisait souvent ces commandements. Elles ont été rédigées afin de rendre plus fort l'esprit travailleur du peuple est-allemand ainsi que pour ancrer l'athéisme. Elles s'inspirent de la théorie marxiste-léniniste qui voulait une extinction imminente de la religion sous le socialisme, mais ce projet n'a pas abouti en dépit de la nationalisation des moyens de production de la RDA. La direction de la SED essaye d'encourager activement ce processus en cherchant à remplacer les traditions religieuses par l'idéologie de l’État. Des tentatives semblables sont entreprises, comme le « mariage social (de)» et le « baptême civil ». Les individus doivent avoir avant tout un comportement de travailleur.  
En 1959, La FDGB introduit la « brigade du travail socialiste », afin de mesurer l'attachement au travail des ouvriers. Les initiateurs de la campagne se référent particulièrement aux 5e, 6e et 7e ordres d'Ulbricht dans le catalogue des 10 commandements. Le programme devient alors similaire aux « lois socialistes de la morale et éthique ». En 1976, le neuvième congrès du parti du SED remplace les dix règles par une seule : le devoir de « respecter les normes de la morale socialiste et éthique et mettre les intérêts sociaux avant les intérêts personnels ».  
Cependant elle est à peine connue dans la population de la RDA et ne joue dans la vie publique aucun rôle essentiel, on la préconise seulement au sein du parti. De la même façon, les enfants de 6 à 9 ans apprennent « les ordres de jeunes pionniers », ceux de 10 ans à 14 ans les « lois des pionniers de Thälmann ».

## Référence
1. ↑  Alfred Wahl, L'Allemagne de 1945 à nos jours, Armand Colin, 17 juin 2009, 384 p. (ISBN 978-2-200-24542-9 et 2-200-24542-4, lire en ligne), p. 108.